# Ángel Vassallo
Ángel Vassallo (1902-1978). Filósofo argentino. Nació el 16 de mayo de 1902 en SanTammaro, próximo a la ciudad italiana de Caserta.

## Biografía
En 1906, cuando tenía 4 años, sus padres emigraron a Buenos Aires. En esta ciudad cursó todos sus estudios, desde la escuela primaria a la Universidad. En 1927 egresó de la Facultad de Derecho y Ciencias Sociales de la Universidad de Buenos Aires. Se doctoró en jurisprudencia con una tesis sobre “La visión de lo histórico-social en Henri Bergson”, dejando inconclusa la carrera de Filosofía que había cursado simultáneamente en la misma Universidad. Su vínculo intelectual y afectivo con Alejandro Korn fue definitorio en su vida. Con él mantendría una amistad entrañable nutrida en una polémica siempre renovada sobre la posibilidad de la metafísica. A partir de 1940 se apartó definitivamente de la profesión de abogado para dedicarse a la enseñanza de la filosofía. Ejerció la docencia en las Universidades Nacionales del Litoral, Buenos Aires y La Plata, como asimismo en el Instituto Superior del Profesorado Secundario Joaquín V. González y en la Escuela Superior de Bellas Artes Ernesto de la Cárcova. Murió en Buenos Aires el 23 de agosto de 1978.

## Pensamiento
Vassallo es un pensador existencial, inscripto en una concepción trascendentalista, acorde con su predilección por pensadores como Blas Pascal, Sören Kierkegaard y entre sus contemporáneos del siglo XX Gabriel Marcel y Karl Jaspers. Concibe a la metafísica como una experiencia (no al modo de la metafísica clásica como un objeto al que se enfrenta “un impersonal sujeto lógico”), experiencia de la trascendencia a través de la conciencia de la finitud, experiencia que conlleva la necesidad de justificarla como llamado a la realización de sí mismo, lo cual funda su propuesta de “una conversión de la metafísica en ética”. Concibe a la filosofía como un saber radical, estricto, pero irreductible a la ciencia en la medida en que es realización del cognoscente. Y en consecuencia afirma una subjetividad diferente del sujeto de las ciencias y la tecnología.

## Obras
Elogio de la vigilia (1939) alcanza una dimensión lírica para formular los grandes núcleos de su pensamiento, que desarrollaría hasta su culminación en Notas de un itinerario casi metafísico (1968). ¿Qué es filosofía? o de una sabiduría heroica , compilación de artículos que condensan su concepción de la filosofía, incorporó a partir de su 2ª edición “Subjetividad y trascendencia”, la ponencia que leyó Vassallo en el Primer Congreso Nacional de Filosofía de 1949, y uno de los artículos que mejor sintetizan su pensamiento.
No toda la obra de Vassallo tiene un carácter tan personal. Por excelencia sus Nuevos prolegómenos a la metafísica (1938) y Retablo de la filosofía moderna. Figuras y fervores (1968), así como los cursos en el Colegio Libre de Estudios Superiores y sus cursos de grado y posgrado en las universidades y profesorados donde ejerció la docencia, consisten en la exposición de otros filósofos (E.Kant, F. Hegel, R. Descartes, B. Spinoza, M. Blondel, G. Marcel, H. Bergson, entre otros), exposición que es al mismo tiempo un modo sutil de exponer la evolución de su propio pensamiento. En uno de sus homenajes a Alejandro Korn recuerda que Korn solía reprocharle “que propendiera a atribuir tal vez sin quererlo ideas de mi predilección a los filósofos cuyo pensamiento me apasionaba…”, cosa que según Marcelo Velarde Cañazares “siguió haciendo cada vez que se ocupaba de otros pensadores, manteniendo a la vez la más intachable objetividad que quepa esperar entre filósofos…”.

En la interpretación de Velarde Cañazares “…el programa de una conversión de la metafísica en ética naufragó en sus términos para realizarse en su sentido, que fue la realización personal de Vassallo. Enfrentando y despejando equívocos, este itinerario lo fue llevando del interés en mostrar cómo y por qué la auténtica experiencia metafísica incluye una dimensión moral, al interés en mostrar, a la inversa, cómo y por qué el problema moral resulta inconcebible sin esa experiencia. Pero el vínculo íntimo entre lo metafísico y lo moral se mantuvo inquebrantable, porque allí estuvo siempre en juego la expresión filosófica del enigma personal de Vassallo. Atento a los destellos que este enigma le brindara en medio de su “noche oscura”, inducido a descifrarlos una y otra vez en palabras más certeras, y no obstante las perspectivas a menudo fragmentarias en las cuales fue madurando su visión, rectificando el rumbo, en esa experiencia metafísico-moral estuvo siempre la única cosa que Vassallo tenía para decir, y que hizo de él un ‘filósofo digno del nombre’, como habría señalado aquí Bergson…”

## Publicaciones
- Nuevos prolegómenos a la metafísica, 1938, Buenos Aires, Losada

- Elogio de la vigilia, 1939, Buenos Aires, Losada

- Alejandro Korn (En colaboración con F. Romero y L.Aznar), 1940, Buenos Aires, Losada.

- GIORDANO BRUNO, De la causa, principio y uno, 1940, Buenos Aires., Losada (Traducción castellana con prólogo y notas de)

- Ensayo sobre la ética de Kant y la metafísica de Hegel, 1945, Buenos Aires, Pucará.

- ¿Qué es filosofía? o de una sabiduría heroica, 1945, Buenos Aires, Losada, 1ª edición,

- Nuevos prolegómenos a la metafísica, 1945, Buenos Aires, Losada, 2ª edición.

- Estudio preliminar a los "Diálogos socráticos" de Platón,1948 Buenos Aires,

Clásicos Jackson, vol.II, 
- Elogio de la vigilia, 1950, Buenos Aires, Emecé, 2ª edición aumentada.

- ¿Qué es filosofía? o de una sabiduría heroica,1954, Buenos Aires, Losada, 2ª edición.

- El problema moral, 1957, Buenos Aires, Columba.

- El problema moral, 1961, 2ª edición.

- ¿Qué es filosofía? o de una sabiduría heroica, 1964, Buenos Aires, Losada, 3ª edición

- El problema moral, 1966,  3ª edición.

- Bergson, (Prólogo y versión castellana de los textos elegidos, 1967, Centro Editor de América Latina "Enciclopedia del pensamiento esencial", Buenos Aires.

- Retablo de la filosofía moderna. Figuras y fervores, 1970, Buenos Aires, editorial de la UBA

- Qué es filosofía? o de una sabiduría heroica, 1982, Buenos Aires, Losada, 4ª edición.

- Bergson,1992, 2ª edición

- Elogio de la vigilia, 1992, Buenos Aires, Catálogos, 3ª edición, junto con Notas de un itinerario casi metafísico (1953-1968) y Fragmentos (1964-1976).

- El problema moral, 1994, Buenos Aires, Catálogos, 4ª edición

- Retablo de la filosofía moderna, Figuras y fervores, 1994, Buenos Aires, Catálogos, 2ª edición.

- Una presente ausencia. Ensayos y fragmentos inéditos. Prólogo de Carlos Correas.             Editorial Leviatán.

- Bergson. Una introducción. Prólogo de Adrián Cangi y Ariel Pennisi. Posfacio de Enrique Hernández. Editorial Quadrata, Colección Pensamientos locales.

- Obra reunida. Tomos I, II y III., 2O12, Buenos Aires, Editorial Las Cuarenta. Colección Pampa Aru. Estudio introductorio por Marcelo Velarde Cañazares. Posfacio por Rodolfo Gómez.